# 西小岩
西小岩（にしこいわ）は、東京都江戸川区の町名。現行行政地名は西小岩一丁目から五丁目。住居表示実施済区域。
周辺の南小岩、北小岩、東小岩を含め、「小岩」と総称されることもある。

## 地域
隣接する地域は、北は葛飾区細田・同区鎌倉、東は北小岩一・二・六丁目、南は南小岩六・七・八丁目、西は上一色三丁目・葛飾区奥戸。
江戸川区北東部に位置し、小岩地域の北西部に当たる。地区の東辺を東京都道307号王子金町江戸川線（柴又街道）で北小岩と画し、西辺には上一色や奥戸の町域を挟んで新中川が流れる。北辺はそのまま葛飾区内の住宅地とつながっており、区境にまたがるマンションや大規模店舗もみられる。地区南辺には総武本線の小岩駅がある。
町域を東西に蔵前橋通り・奥戸街道が貫く。大半は住宅地であり、北辺にあった工場や倉庫も2000年前後に閉鎖され、大半がマンションや大規模店舗に転用された。蔵前橋通りから小岩駅にかけては飲食店などが密集した歓楽街を形成している。

### 地価
住宅地の地価は、2025年（令和7年）1月1日の公示地価によれば、西小岩1-10-5の地点で44万5000円/m2、西小岩4-3-15の地点で46万3000円/m2となっている。

## 歴史

### 治安・風紀の維持
2012年、東京都は西小岩一丁目を都迷惑防止条例に基づき、客引きやスカウトのみならず、それらを行うために待機する行為なども禁止する区域に指定した。
さらに2019年には同じく西小岩一丁目を暴力団排除条例に基づき、暴力団排除特別強化地域に指定。地域内では暴力団と飲食店等との間で、みかじめ料のやりとりや便宜供与などが禁止され、違反者は支払った側であっても懲役1年以下または罰金50万円以下の罰則が科される。

## 世帯数と人口
2025年（令和7年）1月1日現在（江戸川区発表）の世帯数と人口は以下の通りである。
| 丁目         | 世帯数     | 人口     |
| ------------ | ---------- | -------- |
| 西小岩一丁目 | 3,367世帯  | 5,596人  |
| 西小岩二丁目 | 1,367世帯  | 2,212人  |
| 西小岩三丁目 | 3,019世帯  | 5,285人  |
| 西小岩四丁目 | 1,844世帯  | 3,213人  |
| 西小岩五丁目 | 2,248世帯  | 3,783人  |
| 計           | 11,845世帯 | 20,089人 |

### 人口の変遷
国勢調査による人口の推移。
| 年                 | 人口   |
| ------------------ | ------ |
| 1995年（平成7年）  | 17,332 |
| 2000年（平成12年） | 17,943 |
| 2005年（平成17年） | 18,727 |
| 2010年（平成22年） | 20,012 |
| 2015年（平成27年） | 19,527 |
| 2020年（令和2年）  | 19,877 |

### 世帯数の変遷
国勢調査による世帯数の推移。
| 年                 | 世帯数 |
| ------------------ | ------ |
| 1995年（平成7年）  | 7,853  |
| 2000年（平成12年） | 8,362  |
| 2005年（平成17年） | 9,060  |
| 2010年（平成22年） | 9,991  |
| 2015年（平成27年） | 10,072 |
| 2020年（令和2年）  | 10,856 |

## 学区
区立小・中学校に通う場合、学区は以下の通りとなる(2023年4月時点)。なお、江戸川区では学校選択制度を導入しており、区内全域から選択することが可能。
| 丁目         | 番地     | 小学校                 | 中学校                   |
| ------------ | -------- | ---------------------- | ------------------------ |
| 西小岩一丁目 | 1〜27番  | 江戸川区立西小岩小学校 | 江戸川区立小岩第四中学校 |
| 西小岩一丁目 | 28〜30番 | 江戸川区立北小岩小学校 | 江戸川区立小岩第四中学校 |
| 西小岩二丁目 | 全域     | 江戸川区立西小岩小学校 | 江戸川区立小岩第四中学校 |
| 西小岩三丁目 | 全域     | 江戸川区立西小岩小学校 | 江戸川区立小岩第四中学校 |
| 西小岩四丁目 | 全域     | 江戸川区立西小岩小学校 | 江戸川区立小岩第四中学校 |
| 西小岩五丁目 | 全域     | 江戸川区立北小岩小学校 | 江戸川区立小岩第四中学校 |

## 事業所
2021年（令和3年）現在の経済センサス調査による事業所数と従業員数は以下の通りである。
| 丁目         | 事業所数  | 従業員数 |
| ------------ | --------- | -------- |
| 西小岩一丁目 | 384事業所 | 3,343人  |
| 西小岩二丁目 | 50事業所  | 523人    |
| 西小岩三丁目 | 171事業所 | 1,298人  |
| 西小岩四丁目 | 95事業所  | 737人    |
| 西小岩五丁目 | 114事業所 | 875人    |
| 計           | 814事業所 | 6,776人  |

### 事業者数の変遷
経済センサスによる事業所数の推移。
| 年                 | 事業者数 |
| ------------------ | -------- |
| 2016年（平成28年） | 919      |
| 2021年（令和3年）  | 814      |

### 従業員数の変遷
経済センサスによる従業員数の推移。
| 年                 | 従業員数 |
| ------------------ | -------- |
| 2016年（平成28年） | 6,993    |
| 2021年（令和3年）  | 6,776    |

## 交通

### 公共交通
鉄道
- 東日本旅客鉄道（JR東日本）
  - 総武本線：小岩駅（南小岩）
- 京成電鉄
  - 本線：京成小岩駅（北小岩）

路線バス
- 京成バス
  - 小55/小56系統
- 京成タウンバス
  - 新小52系統
  - 小54系統

### 道路・橋梁
道路
- 東京都道60号市川四ツ木線（奥戸街道）
- 東京都道307号王子金町江戸川線（柴又街道）
- 東京都道315号御徒町小岩線（蔵前橋通り）

橋梁
- JR新金線中川放水路橋梁
- 上一色橋
- 上一色中橋
- JR総武本線中川放水路橋梁

## 施設
行政
保育・教育
- 江戸川区立西小岩小学校
- 江戸川区立小岩第四中学校
- 愛国中学校・高等学校
- 愛国学園短期大学
- 愛国学園保育専門学校

宗教
- 小岩教会
- 江戸川教会
- キリスト教会
- 創価学会

## 史跡
- 天祖神社

## その他

### 日本郵便
- 郵便番号 : 133-0057[3]（集配局 : 小岩郵便局[20]）。